# IPhone X
iPhone X (kdy římské číslo „X“ znamená „deset“ – také iPhone 10) je chytrý mobilní telefon navržený a vyvinutý americkou společností Apple. Spolu s iPhonem 8 a 8 Plus, tvoří iPhone X 11. generaci telefonů iPhone od společnosti Apple. Podle iPhone X je historicky prvním iPhonem, který má OLED displej přes celou přední část, přičemž nemá charakteristické tlačítko „Home Button“ pro Touch ID, ale odemyká se pomocí Face ID a většinu funkcí suplují gesta, namísto domovského tlačítka.
Mobilní telefon byl představen 12. září 2017 v konferenční místnosti Steve Jobs Theater v nově vybudovaném Apple Parku. Předobjednávky začaly 27. října a do prodeje se dostal 3. listopadu téhož roku, potažmo 10. listopadu v Česku. iPhone X byl stažen z prodeje o rok později, 12. září 2018, spolu s iPhonem 6S, 6S Plus a 1. generací iPhonu SE, kdy jej nahradil iPhone XS a XS Max.

## Historie
iPhone X se začal vyvíjet už pět let před jeho vydáním, v roce 2012. Informace o drastickém přepracování iPhonu začaly kolovat v době oznámení iPhonu 7 ve třetím čtvrtletí roku 2016 a následně když po úniku firmwaru pro HomePod v červenci 2017 naznačil, že Apple brzy vydá telefon s téměř žádným rámečkem, bez domovského tlačítka a s rozpoznáváním obličeje. Na začátku září 2017 také unikla finální vývojová verze operačního systému iOS 11, která potvrdila nový design a funkce.
31. srpna 2017 Apple pozval novináře na tiskovou akci naplánovanou na 12. září, první veřejnou akci konanou v místnosti Steve Jobs Theater v novém sídle společnosti Apple, v cupertinském Apple Parku. 12. září, v Keynote prezentaci, byl představen iPhone X, přičemž jeho počáteční cena byla 999 dolarů, což byla v té době vůbec nejdražší cena iPhonu.
V dubnu 2018 zveřejnila Federální komise pro komunikaci (FCC) snímky nevydaného zlatého modelu iPhone X. Na rozdíl od vesmírně šedé a stříbrné barvy, se kterou byl iPhone X dodáván, bylo prozrazeno, že existují počáteční plány na vydání zlaté varianty pro zařízení. Výroba však byla zastavena kvůli problémům.

## Specifikace

### Hardware
iPhone X má 64bitový šestijádrový systém na čipu Apple A11 Bionic, s prvním implementovaným grafickým procesor navrženým společností Apple, a Neural Engine, který pohání AMX bloky – akcelerátory umělé inteligence a neuronové sítě. Byl k dispozici ve dvou konfiguracích vnitřní paměti – 64 GB a 256 GB, přičemž měl v obou verzích 3 GB LPDDR4X operační paměti. Odolnost vůči vodě a prachu má IP67 – může být ponořen do jednoho metru po dobu 30 minut. iPhone X také obsahuje stereo reproduktory se systémem Dolby Atmos.

#### Displej
iPhone X má 5,85palcový Super Retina OLED displej, který podporuje široký barevný gamut DCI-P3, sRGB, HDR a má kontrastní poměr 1 000 000:1. Displej podporuje také technologii True Tone, která pomocí senzorů na okolní světlo přizpůsobuje vyvážení bílé na displeji.
I když iPhone X nemá displej, který má obnovovací frekvenci 120 Hz, má 120Hz Touch Sample Rate. Tehdejší viceprezident produktového marketingu společnosti Apple, uvedl pro magazín Tom's Guide, že OLED panely, které Apple použil v iPhonech X, byly navrženy tak, aby se vyhnuly přesycení barev, ke kterému obvykle dochází při používání OLED, a to po úpravě barev a subpixelů.

#### Fotoaparát
iPhone X má na zadní straně dva fotoaparáty – jeden 12megapixelový širokoúhlý fotoaparát s clonou ƒ/1,8, s podporou detekce obličeje, vysokým dynamickým rozsahem a optickou stabilizací obrazu. Je schopen zachytit 4K video při 24, 30 nebo 60 snímcích za sekundu nebo 1080p video při 30, 60, 120 nebo 240 snímcích za sekundu. Sekundární, teleobjektiv, je taktéž 12megapixelový, ale s clonou ƒ/2,4 a má 2× optický zoom, 10× digitální zoom a stabilizací obrazu. Má také 4LEDkový True Tone blesk s 2× lepší vyvážeností světla.
Na přední straně telefonu je 7megapixelový True Depth fotoaparát s clonou ƒ/2,2, funkcí detekce obličeje a HDR. Dokáže zachytit 1080p video při 30 snímcích za sekundu a 720p video při 240 snímcích za sekundu. iPhone X také díky kameře pro Face ID umožňuje použít Animoji – animované emotikony, které reagují na výrazy obličeje uživatele.

#### Face ID
Face ID nahrazuje autentizační systém Touch ID. Senzor rozpoznávání obličeje se skládá ze dvou částí – modulu „Romeo“, který promítá více než 30 000 infračervených bodů na obličej uživatele, a modulu „Juliet“, který čte vytvořený vzor. Vzor je odeslán do Secure Enclave v čipsetu A11 Bionic k potvrzení shody s tváří majitele telefonu. Ve výchozím nastavení systém nefunguje se zavřenýma očima, ve snaze zabránit neoprávněnému přístupu.
Nový způsob odemykání iPhone má být oproti Touch ID, s pravděpodobností záměny otisku prstů 1:50 000, řádově bezpečnější – Face ID má splňovat šanci 1:1 000 000 při odemknutí dvojníkem v populaci.

#### Baterie
iPhone X má 2 716mAh li-ion baterii, která podporuje rychlonabíjení a bezdrátové nabíjení Qi.

### Software

#### iOS
iPhone X byl uveden s operačním systémem iOS 11, který přináší drobné změny designu, vylepšení schopností Siri a systém Drag&Drop. Došlo také k rozšíření podpory řady kodeků, mezi nejznámějšími FLAC, HEVC a HEIF.
iPhone X získal následně také podporu pro iOS 12, iOS 13, iOS 14, iOS 15 a iOS 16.

#### Fotoaparát
Aplikace fotoaparát dostala nový režim „Portrét“, který je schopen vytvářet fotografie se specifickou hloubkou ostrosti a světelnými efekty.

## Design
iPhone X má kompletně přepracovaný design ode všech iPhonů do té doby. Na zadní straně se nachází dvě kamery s bleskem uprostřed v zaobleném obdélníku na výšku. Přední strana mobilu má téměř celou přední stranu pokrytou displejem, pouze krajní rámečky a výřez pro TrueDepth kameru, Face ID promítač a senzor a reproduktor, jsou na přední straně. Jedná se tak o první iPhone, který nemá typické velké rámečky v horní a dolní části displeje.
iPhone X byl dodáván v dvou barevných variantách – vesmírně šedé a stříbrné.
| Barva | Název         |
| ----- | ------------- |
|       | Vesmírně šedá |
|       | Stříbrná      |

## Problémy

### Problémy s aktivací
V listopadu 2017 první uživatelé nového telefonu oznámili, že mají problémy s aktivací u některých mobilních operátorů, zejména AT&T. Společnost AT&T během několika hodin oznámila, že problém byl na jejich straně opraven.

### Chladné počasí
V listopadu 2017 uživatelé iPhonu X na Redditu oznamovali, že obrazovka zařízení přestane reagovat poté, co dojde k rychlému poklesu teploty. Apple následně vydal 16. listopadu 2017 aktualizaci iOS 11.1.2, která problém opravuje.
Jeden z přispěvatelů časopisu Forbes, Gordon Kelly, v březnu 2018 uvedl, že více než 1 000 uživatelů mělo problémy s používáním blesku fotoaparátu v chladném počasí, přičemž problém byl opraven v pozdější aktualizaci softwaru.

### Rozdíly v celulárním modemu
Apple se zapojil do právního sporu se společností Qualcomm kvůli údajným praktikám narušujícím hospodářskou soutěž, za účelem snížení závislosti na výrobci polovodičů údajně získával čipy pro mobilní modemy ze dvou zdrojů. Počínaje iPhonem 7 v roce 2016 používal Apple zhruba polovinu modemových čipů Qualcomm a polovinu od společnosti Intel. Testy měření provedené firmou Cellular Insights pro testování bezdrátového signálu ukázaly, že stejně jako v iPhonu 7 předchozí generace čipů Qualcomm překonávají Intel v rychlosti stahování LTE, a to až o 67 %. Kromě toho, magazín CNET v září 2017 oznámil, že nové modely iPhone, včetně X, 8 a 8 Plus, nemají možnost připojit se k nové generaci bezdrátového datového připojení LTE.

### Problémy s NFC
Po uvedení iPhonu X v Japonsku a Číně se zákazníci při pokusu o přístup ke čtečkám karet ve veřejné dopravě setkali s problémy souvisejícími s NFC telefonu. V dubnu 2018 Apple vydal nový model iPhonu X, který obsahoval výrazně vylepšený čip NFC.

### Program výměny modulu
Apple zjistil problém s určitými zařízeními iPhone X, kdy displej nereagoval na dotyk uživatele, kvůli části, která mohla selhat, načež Apple uvedl, že dotčená zařízení opraví zdarma, pokud nejsou zařízení starší tří let.